# Omicron (film)
Omicron è un film del 1963 scritto e diretto da Ugo Gregoretti, con soggetto fantascientifico a fine satirico sulla società italiana del boom economico.

## Trama
Durante una passeggiata due fratellini e la loro badante trovano infilato in un tubo di cemento il corpo di un operaio, Trabucco, che tutti credono morto. Invece è posseduto da Omicron, un abitante etereo del pianeta Ultra, i cui abitanti vogliono impadronirsi della Terra.
Prima di essere sottoposto all'autopsia Trabucco-Omicron riesce a far funzionare il corpo che lo contiene. Ma non riesce a decifrare il linguaggio umano perché non è ancora riuscito a ridestare la conoscenza umana.
Nel frattempo per le straordinarie nuove capacità meccaniche del suo corpo viene riassunto nella fabbrica in cui lavorava. Ne combina di tutti i colori e cerca di usare violenza a Lucia, un'addetta alla mensa aziendale. Scopre poi il luogo dove si riuniscono gli operai che intendono scioperare e inavvertitamente li denuncia.
Quando si accorge di amare Lucia e comincia a ritrovare la coscienza, Omicron vorrebbe ritornarsene al suo pianeta ma non lo può fare finché Trabucco non viene ammazzato mentre incita gli operai a fare sciopero. Ormai l'invasione del mondo è iniziata.

## Produzione
La prima scena (il ritrovamento del corpo di Trabucco) è stata girata a Torino in via Ventimiglia di fronte al Palazzo a Vela.

## Accoglienza

### Critica
(Fantafilm)

## Riconoscimenti
- 1964 - Festival del film umoristico di Bordighera
  - Miglior film